# Body to Body
Albums de Blue System
Forever Blue
(1995) Here I Am
(1997)
Singles
Body to Body est le 12e album du groupe Blue System sorti le 14 octobre 1996.

## Titres
1. Body to Body - 3:32
2. Only With You - 3:25
3. For The Children - 3:58
4. It's For You - 3:22
5. Dam, Dam - 4:13
6. Can This Be Love - 4:13
7. On And On - 3:22
8. Freedom - 3:28
9. Deeper Deeper - 3:22
10. Oh, I Miss You - 3:35
11. Thank God, It's Friday Night - 3:17